# Ignacio Nicolini
Ignacio Nicolini Díaz (Montevideo, 30 settembre 1988) è un calciatore uruguaiano, centrocampista del Durazno.

## Caratteristiche tecniche
È destro naturale, il suo ruolo ideale è il centrale in un centrocampo a quattro con a fianco un mediano di rottura.

## Carriera

### Club
La sua carriera da calciatore inizia nel 2001 quando viene acquistato dal Bella Vista per militare nelle varie divisioni giovanili del club. Dopo aver fatto tutta la trafila delle squadre giovanili ed aver partecipato alla "Cuarta División", passa in prima squadra nel 2008 per ritagliarsi un posto nella squadra dei titolari. Due anni più tardi, esattamente il 21 agosto 2010, compie il suo debutto da calciatore professionista nel match perso contro il Central Español. All'incirca una settimana più tardi, esattamente il 4 settembre, mette a segno la sua prima rete da calciatore professionista nel match, vinto per 3-2, contro il Rampla Juniors.

## Palmarès

### Club

#### Competizioni nazionali
- Campionato uruguaiano: 2

Peñarol: Apertura 2012, Clausura 2013